# Cangas de Onís (parroquia)
Cangas de Onís (en asturiano Cangues d'Onís y oficialmente: Cangues d'Onís/Cangas de Onís) es, además de un concejo, parroquia del propio concejo homónimo, del cual es capital, en el Principado de Asturias y una ciudad, título que recibió por parte del rey Alfonso XIII en 1907. Tiene una superficie de 27,867 km² (SADEI, 2020) y una población de 4320 habitantes (INE, 2020), repartidos en unas 1931 viviendas (INE, 2010).

## Entidades de población
La parroquia cuenta con las siguientes entidades de población (entre paréntesis la toponimia asturiana oficial en asturiano según el Instituto Nacional de Estadística):
- Caño, lugar (Cañu)
- Cabielles, lugar
- Cangas de Onís, ciudad (Cangues d'Onís)
- Cardes, lugar
- Celango, aldea
- Helgueras, lugar (Ḥelgueres)
- Llueves, lugar
- Narciandi, lugar (Ñarciandi)
- Nieda, lugar (Ñeda)
- Onao, lugar
- Següenco, lugar (Següencu)
- Torío, aldea (Torió)
- Tornín, lugar